# Andrew Gilding
Andrew Gilding (Bungay, 7 december 1970) is een Engels darter die sinds 2012 speelt bij de Professional Darts Corporation (PDC). Zijn bijnaam is 'Goldfinger'. Gilding won in 2023 de finale van het UK Open, waarin hij aan Michael van Gerwen voorbijging met een uitslag van 11-10.

## Carrière
In 2014 stond Gilding in de finale van Players Championship 1. Om die te bereiken versloeg hij onder meer Darren Webster in de kwartfinale en James Wade in de halve finale. In Gary Anderson moest hij met een einduitslag van 5–6 nipt zijn meerdere erkennen.
In 2015 deed Gilding mee aan het PDC World Darts Championship. In de eerste ronde werd de Engelsman uitgeschakeld. Op de UK Open bereikte hij twee maanden later de halve finale, waarin hij met 8–10 verloor van de latere winnaar Michael van Gerwen.
Op 1 april 2022 bereikte Gilding de finale van Players Championship 9 door Ross Smith, Lewis Williams, Luke Humphries, Rob Cross, José de Sousa en Danny Noppert te verslaan. Uiteindelijk was Danny Jansen met 8–6 te sterk. 
Op 9 juli volgde een goede run tijdens Players Championship 19. Gilding versloeg Jules van Dongen, John Brown, Jack Main, Martin Lukeman, Lee Evans en Ryan Searle om de finale te bereiken, waarin Danny Noppert met een score van 8–6 aan het langste eind trok.
In september 2022 versloeg Gilding op het Belgian Darts Open achtereenvolgend Simon Whitlock, Dimitri Van den Bergh, Niels Zonneveld, Martin Schindler en Jonny Clayton. Zo plaatste hij zich voor zijn eerste finale op de European Tour, waarin Dave Chisnall met een uitslag van 8–6 te sterk bleek.
Op 5 maart 2023 stond Gilding op het UK Open voor het eerst in een major-finale, die hij ook meteen wist te winnen: de Engelsman versloeg Michael van Gerwen met 11-10. Op weg naar de finale was hij ook al te sterk voor Darren Webster, Ricky Evans, Luke Woodhouse, Brendan Dolan, Martin Schindler en Adam Gawlas. Door zijn overwinning steeg Gilding van plek 41 naar 25 op de PDC Order of Merit.
Door in mei 2025 op de European Darts Grand Prix Gabriel Clemens, Jonny Clayton, Danny Noppert, Peter Wright en Luke Woodhouse te passeren, bereikte Gilding zijn tweede finale op de European Tour. Gary Anderson won met 8-0 in de finale.

## Resultaten op Wereldkampioenschappen

### PDC
- 2015: Laatste 64 (verloren van Robert Thornton met 0–3)
- 2016: Laatste 32 (verloren van Adrian Lewis met 0–4)
- 2017: Laatste 32 (verloren van Gary Anderson met 0-4)
- 2023: Laatste 64 (verloren van Dave Chisnall met 1-3)
- 2024: Laatste 64 (verloren van Luke Littler met 1-3)
- 2025: Laatste 32 (verloren van Nathan Aspinall met 0-4)

## Resultaten op de World Matchplay
- 2014: Laatste 32 (verloren van Adrian Lewis met 0-10)
- 2015: Laatste 16 (verloren van Peter Wright met 7-13)
- 2022: Laatste 32 (verloren van Michael Smith met 9-11)
- 2023: Laatste 32 (verloren van Peter Wright met 4-10)
- 2024: Kwartfinale (verloren van Michael van Gerwen met 10-16)
- 2025: Kwartfinale (verloren van Luke Littler met 14-16)